# Sarah Rafale
Pour les articles homonymes, voir Rafale et Raffalli.
Sarah Rafale, née Berthe Raffalli le 23 avril 1896 à Paris et morte le 23 février 1971 à Draveil, est une actrice française de théâtre et de cinéma.

## Biographie
Berthe Marie Louise Raffalli naît à Paris en 1896, fille de Charles Pierre Raffalli, un facteur d'origine corse, et d'Émilie Françoise Barbé, concierge, son épouse. Elle a un frère, Marcel, né deux ans après elle.
En 1910, à 13 ans, Berthe Raffalli perd sa mère, morte prématurément à l'âge de 37 ans.
En 1920, sous le nom de scène Sarah Rafale, elle  remporte un vrai succès avec Les Quatre Coins de Fernand Nozière. Elle est engagée pour 4 ans au théâtre du Vaudeville.
Paul Poiret, dont elle est la maîtresse, réalise la décoration de son appartement.
Kees van Dongen l'a peinte à plusieurs reprises. On trouve aussi une caricature de Paul Poiret.
En 1931, elle est condamnée à deux mois de prison avec sursis par la 14e chambre correctionnelle, pour abus de confiance à la suite de la détention d’un bracelet de 220 000 francs, qui lui avait été confié par le bijoutier Caligari. Ce dernier s'était plaint que le bracelet ne lui avait été ni payé ni restitué. D’autre part, M. Davoust s'était plaint de son côté que pour l’amener à payer le prix de ce bijou, elle l’avait fait menacer par son chauffeur Deruy fait assommer par son frère, Marcel Rafale. Elle est condamnée à cinquante francs d’amende pour les menaces, mais le chauffeur Deruy est mis hors de cause et son frère amnistié. L’abus de confiance ayant été retenu, l’aveu de l’endroit où le bijou avait été engagé lui permet néanmoins d'obtenir des circonstances atténuantes, ce qui lui vaut deux mois de prison avec sursis et cent francs d’amende. Elle doit, en outre, verser au bijoutier Caligari la somme de 64 000 francs pour le dégagement du bracelet et 20 000 francs à titre de dommages et intérêts.
En 1931, elle réside au 15 villa Dupont, avec une domestique, et en 1936 au 43 rue Lecourbe, avec son père, toujours facteur. Ce dernier meurt l'année suivante, un mois après son fils Marcel,.
Sa carrière artistique se poursuit au cinéma jusqu'au début des années 1950.
Berthe Raffalli meurt en 1971 à Draveil, à l'âge de 74 ans.

## Opérettes et revues
- 1914 : La Revue cordiale, revue en trois actes de Battaille-Henri, Jean Bastia (père) et Jean Deyrmon à la Comédie des Champs-Elysées[11].

## Théâtre
- 1919 : À bon chat de Pierre Veber et Max Marcin, théâtre du Gymnase[12]
- 1920 : Chez M. de Clermont-Tonnerre de Fernand Nozière au théâtre de Maisons-Laffitte[13]
- 1920 : Les Quatre Coins de Fernand Nozière, théâtre des Arts[14],[15]
- 1921 : Galatée, en un acte, d'Alfred Mortier au théâtre des Arts[16]
- 1921 : Le Secret des Mortigny, pièce de Marcel Bain au théâtre de l'Oasis[N 1],[17]
- 1921 : Le Cocu magnifique de Fernand Crommelynck, avec le théâtre de l'Œuvre en tournée, elle reprend le rôle de Stella[18].
- 1921 : Une maison de poupée d'Henrik Ibsen, avec le théâtre de l'Œuvre en tournée
- 1922 : L'Age heureux de Jacques Natanson, théâtre de l'Œuvre, 18 janvier 1922
- 1922 : L'Homme du soir de Rip, théâtre des Capucines[19] : Lucy Verveine
- 1922 : Méditerranée de Paul Haurigot, théâtre de la Michodière, 8 octobre 1926[20]

## Filmographie
- 1917 : Le Tablier blanc de René Hervil et Louis Mercanton
- 1933 : Berlingot (court métrage) d'Edmond T. Gréville
- 1936 : L'Agence Security (court métrage) d'Edmond T. Gréville
- 1938 : Ma sœur de lait de Jean Boyer
- 1939 : Fric-Frac de Maurice Lehmann et Claude Autant-Lara (non créditée)
- 1947 : La Taverne du poisson couronné de René Chanas
- 1952 : Trois Femmes d'André Michel